# Gustav Richard Heyer
Pour les articles homonymes, voir Heyer.
Gustav Richard Heyer est un philosophe et psychiatre allemand né le 29 avril 1890 à Bad Kreuznach et mort le 19 novembre 1967 à Nußdorf am Inn.

## Parcours
Il avait fait la Première Guerre mondiale puis s'est intéressé à la psychothérapie et à la psychanalyse.
Il était convaincu que la culture allemande était particulièrement propice à la création d'un caractère fort et sain. Il soutenait ouvertement Hitler et le régime nazi.
Il s'inscrivit au parti nazi en 1937.
En 1942, il mit en garde contre « la Russification spatio-raciale ».